# 小栗 (諫早市)
小栗（おぐり）は、長崎県諫早市中南東部の地域である。旧北高来郡小栗村。
小栗出張所管内の人口は10,595人（2008年5月1日現在）。

## 地理
- 埋津川

## 歴史
- 1889年（明治22年）4月1日 - 町村制の施行により、小川村と栗面（くれも）村、江ノ浦村の一部が合併し「小栗村」が発足。
  - 小川村と栗面村から1字ずつとって「小栗村」となった。
- 1940年（昭和15年）9月1日 - 小栗村と諫早町・小野村・有喜村・真津山村・本野村・長田村が合併し「諫早市」が発足。

## 町名
（）内は町名設置前の字名。
- 小川町（小川本村名）
- 川床町（小川川床名）
- 栗面町（栗面本村名・｢くれも｣と読む）
- 小ヶ倉町（小ヶ倉名）
- 土師野尾町（栗面土師野尾名）
- 平山町（栗面平山名）
- 鷲崎町（小川鷲崎名）

## 施設

### 公共施設
- 諫早市役所小栗出張所
- 小栗公民館
- 長崎県立総合運動公園・陸上競技場
- 長崎刑務所

### 教育機関

#### 中学校
小栗地区には中学校がないので、諫早中学校か西諫早中学校へ通うことになる。

#### 小学校
- 諫早市立小栗小学校
- 諫早市立みはる台小学校

### 商業
- タイヤ館諫早店
- TSUTAYA長崎諫早店
- 日産プリンス長崎販売運動公園前店・鷲崎店
- いさはやバッティングセンター

#### 飲食店
- ロッテリア諫早57号店
- モスバーガー諫早鷲崎店
- サーティワンアイスクリーム諫早ロードサイド店
- 吉野家諫早57号店
- すき家諫早57号店
- ジョイフル諫早店
- リンガーハット・浜勝諫早バイパス店

## 交通

### バス
- 県営バス
- 島鉄バス

### 道路
- 国道57号
- 長崎県道41号諫早飯盛線
- 長崎県道55号有喜本諫早停車場線

#### バイパス
- 諫早バイパス（国道57号の一部）